# Старыгино (Владимирская область)
Стары́гино   — деревня в составе муниципального образования Октябрьского сельского поселения в Вязниковском районе Владимирской области России. Этот населённый пункт состоит из одной заасфальтированной улицы.
Постоянно заселены 10 домов, остальные дома используются как дачи.
Централизованные газо- и водоснабжение отсутствуют.
В советское время жители были заняты промышленным производством в  п.Лукново.

## География
Деревня  расположена около 2 километров от п. Лукново.
Ранее деревня входила в состав Вязниковского района Ивановской области.

## Население
| 1859 | 1905 | 1926 | 2002 | 2010 | 2021 |
| ---- | ---- | ---- | ---- | ---- | ---- |
| 82   | ↗113 | ↗145 | ↘32  | ↗49  | ↘36  |